# Chutes Bow
Les chutes Bow (en anglais : Bow Falls) sont des chutes d'eau situées sur la Bow River, dans la province d'Alberta au Canada, juste avant sa jonction avec la Spray River. les chutes sont situées à proximité de l'hôtel Fairmont Banff Springs et de son parcours de golf à gauche de la River Road.
Le film de Marilyn Monroe, River of No Return (1953) montre ces chutes.

## Sources
- (en) Cet article est partiellement ou en totalité issu de l’article de Wikipédia en anglais intitulé « Bow Falls » (voir la liste des auteurs).